# Mariko Kouda Concert Tour '95 Vivid
『Mariko Kouda Concert Tour '95 Vivid』（まりここうだコンサートツアー95ヴィヴィッド）は、國府田マリ子の1枚目のライブ・ビデオ。1996年3月16日、キングレコードよりVHS・LD発売。その後DVDが2000年2月4日に発売。

## 解説
同タイトルの最終公演である1995年11月5日渋谷公会堂の模様を収録。

## 収録曲
1. 僕らのステキ
作詞：戸沢暢美、作曲：前田克樹、編曲：岩本正樹
1stシングル、『ツインビーPARADISE2』オープニングテーマ
2. 元気だしてね
作詞：早川矢寿子、作曲：加藤ユカリ、編曲：岩崎文紀
3. 誰のせいでもない二人
作詞：戸沢暢美、作曲：松原みき、編曲：岩本正樹
4. いまある勇気
作詞：戸沢暢美、作曲・編曲：西脇辰弥
5. セロリのKISS ハッカの煙草
作詞：戸沢暢美、作曲：川上明彦、編曲：山内薫
6. 愛のCrazyエプロン
作詞：國府田マリ子・戸沢暢美、作曲・編曲：中崎英也
7. Pure
作詞：國府田マリ子、作曲：ながつきまろん、編曲：岩崎文紀
8. My love～愛するというひそやかさ
作詞：戸沢暢美、作曲：川上明彦、編曲：佐藤準
9. Horizon
作詞：國府田マリ子、作曲：ながつきまろん・編曲：光田健一
10. LOVE SONG
作詞：國府田マリ子、作曲：西沢明、編曲：岩崎文紀

## サポートメンバー
マリコBAND
- 南明男：ギター、バンドマスター
- 春山信吾：ベース
- 平山牧伸：ドラム
- 大久保治信：キーボード
- 宮島律子：キーボード、バッキングボーカル

スペシャルゲスト
- 土岐英史：サックス